# 下高吉
下高吉（匈牙利語：Alsógagy）是匈牙利包尔绍德-奥包乌伊-曾普伦州所辖的一个村，与上高吉相邻。总面积6.28平方公里，总人口99，人口密度15.8人/平方公里（2011年1月1日）。